# بلدية ليفاني
بلدية ليفاني هي بلدية في لاتفيا، بلغ عدد سكانها 14٬046 نسمة، في 2010، عاصمتها ليفاني، تبلغ مساحتها 625 كيلومتر مربع، رمزها البريدي هو 5316.

## التقسيمات الإدارية
- Jersika Parish [الإنجليزية]‏.